# Charles Wyndham (attore)
Sir Charles Wyndham (Liverpool, 23 marzo 1837 – 12 gennaio 1919) è stato un attore e medico inglese.

## Biografia

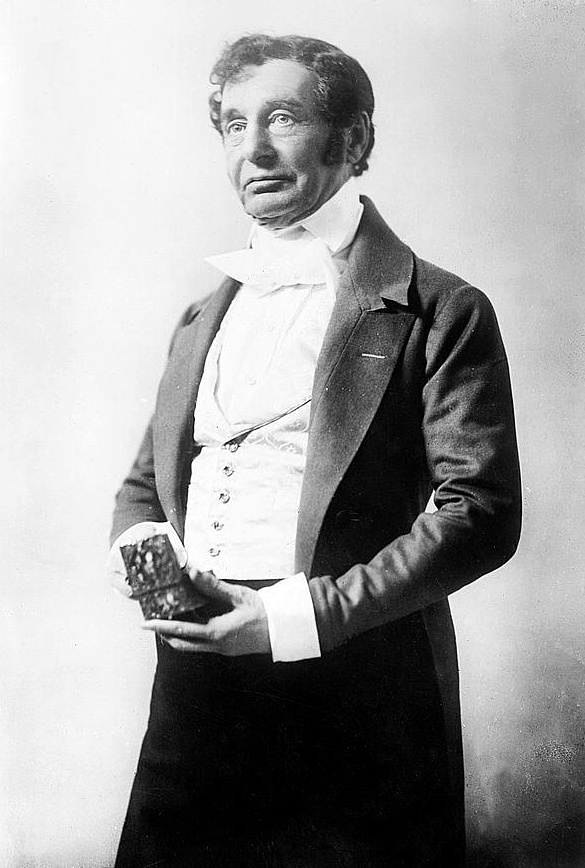
Un'immagine del periodo 1910-1915

Figlio di un medico, intraprese la carriera del padre nella città di Dublino dove si laureò. Appassionato di teatro, si dedicò alla recitazione.  Fece il suo debutto a Londra, recitando nel 1862 a fianco della famosa attrice Ellen Terry.
Scoppiata in America la guerra di secessione, venne arruolato come medico. Rimase sotto le armi sino al novembre del 1864. Abbandonata definitivamente la carriera militare, ritornò a recitare in teatro. Conobbe Oscar Wilde, di cui divenne amico.
Nominato cavaliere nel 1902, anni dopo, nel 1916, si sposò con Mary Moore.
Morì nel 1919, vittima dell'influenza spagnola.

## Spettacoli teatrali
- The Bauble Shop di Henry Arthur Jones - Prima: 9 maggio 1893[1]